# Etnisk grupp
| Etnisk grupp |
| --- |
| - Betydelse – grupp människor med samhörighet och gemensam historia - Karaktärsdrag – individerna delar kultur och traditioner - Exempel – aboriginer, basker, inuiter, romer, samer, tibetaner - Relaterade ord – etnicitet (en individs identifikation med en etnisk grupp) - Liknande begrepp – folk (folkslag), nation (med individens nationalitet) |

En etnisk grupp (från grekiskans ethnos, 'folk') är en grupp människor med samhörighet och gemensam historia. Gruppen har ett samlande namn, myter om ett gemensamt ursprung, en mer eller mindre gemensam kultur – ofta genom språk, religion och traditioner – koppling till ett visst område samt en inre solidaritet. En individs identifikation med en etnisk grupp kallas personens etnicitet.
En etnisk grupp kan utropa en nation med anspråk på ett territorium, eller utgöra majoritetsbefolkning i en nationalstat, vars medlemmar eller medborgare på liknande sätt har en viss nationalitet. Begreppet folk är tätare kopplat till nationen, och båda dessa äldre begrepp har historiskt kopplats till politiska ambitioner. Sedan 1960-talet har det mer neutrala begreppet etnisk grupp därför kommit att få ökad användning.
Många samtida forskare menar att etniciteter och nationaliteter ska betraktas som föreställda gemenskaper eller socialt konstruerade identiteter snarare än som objektiva sociala fakta. Flera anledningar uppges, bland annat att individer i en viss etnisk eller nationell grupp tenderar att inte ha direkt kännedom om varandra, uppvisa en mångfald i sina identiteter och visa en begränsad solidaritet och förståelse för varandra.

## Definitioner
Etnicitet syftar på grupptillhörighet hos en individ, medan etnisk grupp utgör benämningen på denna grupp. Etnicitet och etnisk grupp avser människors identifikation med och känsla av tillhörighet i en viss folkgrupp (av grekiskans ethnos, folkslag), och deras uppfattning om gruppens gemensamma kultur och språk. En assimilerad eller adopterad person kan således kulturellt tillhöra en etnisk grupp utan att ha sin biologiska härkomst i denna grupp.
Den etniska gruppen har i regel en lång gemensam historia, med språk, religion och andra traditioner som utvecklats och behållits hos medlemmarna av gruppen, men bygger ofta också på sentida uppfattningar om en historia av gemensamma värderingar för att skapa en samhörighet. Fenomen som kulturarv, gemensamma anor och en stark vi-känsla kopplas ofta till den etniska gruppen, liksom betydelsen av gemensamma normer och värderingar. Det är dock inte nödvändigtvis de kulturella skillnaderna i sig som är basen för den etniska gruppen, utan betonandet av dessa skillnader i jämförelse med andra grupper.

### Likheter och särdrag
Individerna i den etniska gruppen kännetecknas ofta av likheter i klädedräkter och utseende, men det senare är inte alltid fallet. Etniska grupper som behållit sin identitet trots upprepade migrationer åt olika håll kan ha stora fysiska skillnader mellan individerna (jämför judar och romer). Ett ursprungsfolk, det vill säga människor med en mycket lång gemensam historia på samma plats, kan ha tydligare särdrag.
I länder där befolkningen innehåller stora grupper personer med utländsk bakgrund identifieras invandrares ättlingar som bevarat språk och traditioner som etniska grupper (svenskamerikaner, ukrainsk-kanadensare med mera). Både kulturella minoriteter och majoritetsbefolkningen i en stat betecknas dock som etniska grupper. En etnisk grupp kan få juridisk status som språklig minoritet eller som urfolk om de har funnits i landet mycket länge. Samtidigt är inte etniska grupper eviga, utan de kan lösas upp, samtidigt som nya etniska grupper kan bildas.
De båda begreppen etnisk grupp och etnicitet är otydliga begrepp som saknar tydligt fastslagna ramar. En etnisk grupp är ingen statisk kategori, och i likhet med de relaterade begreppen folk och nation handlar det om personers och en grupps självidentifikation. Dessutom existerar ingen på objektiva grunder urskiljbar grupp, och i länder som Sverige förs ingen statistik förs över etnisk tillhörighet. Medan finnar och finländare avser språkgrupp respektive medborgarskap i nationalstaten, har ordet svenskar traditionellt båda betydelserna. Att ge begreppet svenskar betydelsen av etnisk grupp är dock ovanligt i dagens svenskspråkiga forskning. [källa behövs]

## Betydelsenära begrepp
I etnologiska och antropologiska sammanhang används numera ofta begreppen etnicitet, etnisk grupp (från grekiskans ethnos) och folkgrupp istället för de äldre folk eller folkslag. Folkslag och etniskt ursprung syftar på härkomst, och folkslag syftar också på särdrag i utseendet. Folk är en politiskt definierad entitet. Inom arkeologin identifierar man förhistoriska arkeologiska kulturer som utmärks av kulturella artefekter, men man är försiktig med att benämna dem som etniska grupper eller folk förrän man har kunskap om gruppens gemensamma språk och politiska organisering. 

### Nation och nationalstat
Nation och nationalitet avsåg i synnerhet förr ett folk med gemensamt språk, land och kulturell historia. Idag avser det dock vanligen en geopolitiskt definierad enhet respektive grupp, det vill säga en befolkning som har medborgarskap i ett land eller en suverän stat, eller i en lokal majoritetsbefolkning som utropar en nation och gör anspråk på ett territorium.
Däremot är begreppet etnisk grupp frikopplat från statsbegreppet. En nationalstat hävdar ofta den inre folksamhörigheten som grund för statens existens (särskilt inom nationalistiska rörelser), vilket ofta bidragit till att tona ner eller exkludera de delar av befolkningen som har annan etnisk tillhörighet. Detta kan skapa grogrund för olika konflikter om rättigheter och tillgång till resurser, inte minst i postkoloniala stater. Exempel på konflikter med etnisk profil är markfrågor (Girjasmålet i Sverige), språkliga rättigheter (kurderna i Turkiet) och ekonomiska rättigheter (afroamerikaner i USA).

### Folk
Begreppen folk, folkgrupp och folkslag används ofta synonymt med etnisk grupp. De här äldre begreppen är dock närmare kopplade till nationsbegreppet och än mer svåravgränsade, och därför används de numera mindre inom vetenskaper som etnologi.

### Etnicitet
Begreppet etnicitet är direkt språkligt kopplat till begreppet etnisk grupp. Individens etnicitet är kopplad till den etniska gruppen, på liknande sätt som individens nationalitet är kopplad till nationen (staten). De båda begreppen etnicitet och etnisk grupp stammar från grekiskans ethnos, med betydelsen 'folk'. I antikens Grekland används ethnos som en syftning på andra folk, medan man betecknade sig själva som genos ('släkte'). Denna etnocentristiska användning har levt kvar in i modern tid, så att man i västvärlden talat om sig själv som nationer men beskrivit minoriteter eller tredje världens folkgrupper med etniska uttryck.
Användningen av det specifika begreppet etnicitet är av relativt sent datum, och termen är omstridd inom samhälls- och kulturvetenskaperna. Definitionen har också skiftat beroende på vilket perspektiv som anlagts. Betydelsen av begreppet har dessutom förskjutits från biologiskt arv (uppfattningar om medfödd mentalitet) till socialt arv. Det har även tolkats på en skala från:
1. primordialism och essentialism (uppfattningar att folkgrupper kan definieras genom givna kvaliteter med ursprung i historiska och förhistoriska nationer), till
2. instrumentalism (uppfattningen att etnicitet är användbart för förståelse av socioekonomiska strukturer och samhällskonflikter) samt
3. etnifiering och fullständig konstruktivism (uppfattningen att kategoriseringen i grupper och etniska stereotyper är skapade av historiska processer, exempelvis i syfte att bygga nationer, skapa lojalitet med gruppen och dess ledare och utmåla andra som yttre fiender)

Efter andra världskriget har primordialistiska tolkningar fått allt färre anhängare bland forskare, men föreställningarna om olika folkgruppers inre och yttre egenskaper och  beteenden lever ännu kvar i exempelvis det svenska vardagslivet. Begreppen "svenskhet" och "etnisk svensk" förekommer i forskningen om dem som kulturellt identifierar sig med Sveriges majoritetsbefolkning. 
Senare års växande intresse för etnicitet fokuserar ofta på konflikt. Detta har dock ingen grund i själva begreppet, som endast syftar på individens tillhörighet till en etnisk grupp.
Ett sätt att se föreställningar om etnicitet och nationalitet på är att betrakta de som politiska redskap som kan användas i olika syften. Det kan dels vara för att mobilisera människor i en stat bakom en viss politisk ambition, men också för att lättare kunna hantera en invecklad social och politisk verklighet.

## Inom modern forskning
Medlemmar av en etnisk grupp hävdar ofta kulturell kontinuitet över tiden. Historiker och kulturantropologer har emellertid dokumenterat flera exempel på att traditioner och talesätt som grupper definierar sig genom kan vara relativt nyuppfunna.
Inom en nationalstat kan människors identifikation med olika etniciteter förstärkas genom segregering, diskriminering och socialt utanförskap.
En individ kan identifiera sig med flera etniska grupper exempelvis både med landets majoritetsbefolkning och med ett minoritetsfolk (exempel: både som spanjor och katalan, britt och skotte). Personer kan byta etnisk identitet till följd av adoption, ackulturation (kulturmöten), språkbyte, utbildning, familjebildning, religiös konvertering och assimilering. 
Etniska grupper skiljer sig från andra sociala grupper, exempelvis samhällsklass, subkulturer och kön. De skär, åtminstone teoretiskt, vertikalt genom alla socioekonomiska skikt i ett samhälle.
Etnisk grupp/etnicitet förekommer i statsvetenskapliga sammanhang, ofta i begreppsparet (dikotomin) "ethnos eller demos".